# Toporyszcze (stacja kolejowa)
Toporyszcze (ukr. Топорище) – stacja kolejowa w pobliżu miejscowości Komariwka, w rejonie żytomierskim, w obwodzie żytomierskim, na Ukrainie. Położona jest na linii Korosteń – Żytomierz. Nazwa pochodzi od pobliskiej miejscowości Toporyszcze.